# توهاجيلي (اختلال ضال)
«توهاجيلي» (بالإنجليزية: To'hajiilee)‏ هي الحلقة الثالثة عشر للموسم الخامس من مسلسل إيه إم سي التلفزيوني الدرامي اختلال ضال، والحلقة 59 من إجمالي حلقات المسلسل. كتبها جورج ماستراس وأخرجها ميشيل ماكلارين، بُثَّت على إيه إم سي في 8 سبتمبر 2013.
وقد أشاد النقاد بالحلقة على نطاق واسع.

## الإنتاج
صُوِّر المشهد الذي يخرج فيه والت إلى المحمية بالكامل في شاشة خضراء، حيث لم يتمكنوا من إغلاق جميع الشوارع اللازمة لتصويره أمام الكاميرا.

## وصلات خارجية
- «توهاجيلي» على إيه إم سي (بالإنجليزية)
- «توهاجيلي» على قاعدة بيانات الأفلام على الإنترنت (بالإنجليزية)